# Trillium lancifolium
Trillium lancifolium, el wakerobin de hoja de lanza,trillium de hoja de lanza,o trillium de hoja estrecha, es una especie de planta nativa del sureste de los Estados Unidos. Se encuentra en Alabama, Florida, Georgia, Mississippi, Carolina del Sur y Tennessee. La especie está en peligro en Alabama y Florida, y en peligro crítico en  Carolina del Sur y Tennessee.

## Descripción
Estas plantas son más pequeñas que la mayoría de las otras especies del género, generalmente no más de 30 centímetros (12 pulgadas) de altura, con flores y hojas comparativamente discretas. Como implican tanto los nombres científicos como los comunes, las hojas (lanceoladas) son notablemente estrechas, alrededor de 2,5 veces más largas que anchas, siendo la porción más ancha o más o menos central. Los pétalos suelen ser marrones o marrones, bastante erectos y más delgados que en la mayoría de las otras especies de Trillium.

## Taxonomía
Trillium lancifolium fue descrito y nombrado por primera vez por Constantine Samuel Rafinesque en 1840. A partir de marzo de 2023, el nombre Trillium lancifolium Raf. es ampliamente reconocido. La especie es miembro de los trillios con flores de sésil (Trillium subgen. Sessilia), un grupo de especies tipificadas por Trillium sessile.

## Reproducción
- Polinización: El Trillium lancifolium es polinizado principalmente por moscas y escarabajos.[4]
- Dispersión de semillas: Las semillas del Trillium lancifolium son dispersadas por hormigas.

## Distribución y hábitat
Trillium lancifolium se encuentra típicamente en bosques de madera dura de tierras altas con sombra, pero se puede encontrar en varias otras comunidades con algo de sombra. Las poblaciones suelen estar dispersas, y las plantas individuales a menudo están presentes en niveles de población bajos.

## Conservación
- Estatus de conservación: El Trillium lancifolium se encuentra en peligro de extinción en Alabama y Florida, y en peligro crítico en Carolina del Sur y Tennessee.
- Amenazas: Las principales amenazas para la especie incluyen la pérdida de hábitat debido a la deforestación, la agricultura y el desarrollo urbano, así como la recolección ilegal para el comercio de plantas ornamentales.

## Ecología
Trillium lancifolium florece de febrero a mayo.

## Uso medicinal
Los nativos americanos han utilizado el Trillium lancifolium con fines medicinales durante siglos ya que en su cultura y contexto, se cree que el Trillium lancifolium tiene propiedades antiinflamatorias, antibacterianas y anticancerígenas.